# Ferrari 328
El Ferrari 328 GTB y GTS es un automóvil deportivo y es el sucesor del Ferrari 308 GTB y GTS. El Ferrari 328 fue producido desde 1985 hasta 1990, y salieron al mercado unas 20.000 unidades. Se hicieron dos versiones: GTB (coupé) y la GTS (targa).Su precio oscilaba entre 45.500 y 57.900 €. El nombre 328 proviene de sus 3,2 litros y 8 cilindros. En 1988 se le añadió ABS, e introdujeron varias modificaciones. Monta una caja de cambios de 5 velocidades manual y frenos de disco. Tanto el chasis como el motor están sacados del 308.

## Motor
El Ferrari 328 cuenta con un motor de 8 cilindros en V DOHC con 4 válvulas por cilindro y 3,2 litros. Su potencia máxima es de 270 CV (199 kilovatios), y tiene 313 Nm de par motor máximo. El GTB acelera de 0 a 100 km/h (62 millas por hora) en 5,5 segundos, y de 0 a 160 km/h (99 millas por hora) en 13 segundos. El GTS acelera de 0 a 100 km/h (62 millas por hora) en 5,8 segundos.
- Datos: Q1407669
- Multimedia: Ferrari 328 / Q1407669